# Єлша (Луковиця)
Єлша (словен. Jelša) — поселення в общині Луковиця, Осреднєсловенський регіон, Словенія. 
Висота над рівнем моря: 517,9 м.